# His Story
His Story é um DVD do cantor Akon, lançado em 2007, esse álbum de vídeo recebeu uma certificação de Disco de Ouro no Brasil, devido a mais de 15 mil cópias vendidas, segundo a ABPD.
O DVD traz ainda o documentário "The Journey", um registro da visita de Akon ao Senegal, seu país natal.